# مسکروئلا
مسکروئلا (به اسپانیایی: Mosqueruela) یک شهرستان در اسپانیا است که در استان تروئل واقع شده‌است.

## خصوصیات
مسکروئلا ۲۶۴ کیلومترمربع مساحت و ۷۲۶ نفر جمعیت دارد.